# キテレツ大百科 (アニメ)
- 藤子不二雄 > アニメ > キテレツ大百科 (アニメ)
- 藤子不二雄（連載） > 藤子・F・不二雄（著作） > キテレツ大百科 > アニメ

『キテレツ大百科』（キテレツだいひゃっか）は、藤子不二雄の藤本弘が執筆した漫画『キテレツ大百科』を原作としたテレビアニメ作品。

## 概要
1987年11月2日に90分の単発のテレビスペシャル版として放送された。セルアニメによる藤子アニメ放送はフジテレビ系列では初。人形アニメを含めれば『シスコン王子』（安孫子単独作漫画のアニメ）以来23年ぶり。
翌1988年3月27日からほぼ同一のスタッフ、キャストで毎週日曜19:00からテレビシリーズが放送開始。系列局はスペシャル版と同じくフジテレビ系。1996年6月9日の終了まで8年間（全331話）に亘る長期放送となった。
テレビアニメ化に合わせて新作漫画の『新キテレツ大百科』が、田中道明の執筆によって『月刊コロコロコミック』で1988年5月号から1994年2月号まで連載された。
最高視聴率は、1994年1月16日放送（第243話「5年1組熊田薫! 今年の抱負は良い豆腐」）の25.7%（ビデオリサーチ調べ、関東地区）。最終回の視聴率は17.6%（関東地区）。
原作漫画の連載期間は3年間（1974年 - 1977年）と短く、掲載誌も農協向け月刊誌『こどもの光』であったため浸透度も乏しく、アニメ版はほとんどがオリジナルストーリーである。同じ藤子・F・不二雄の作品で、「毎回不思議な道具を使った物語が展開する」という点で『ドラえもん』（テレビ朝日版第1期）との差別化を図る試みが続けられた。時間設定も、原作通りに時間軸が止まっているのではなく、国際花と緑の博覧会（1990年）などバブル景気に沸く日本社会や、クイズ番組の出演をテーマとしたエピソードなど、放送当時の世相を反映した内容が描かれている。大部分の脚本を執筆した雪室俊一の影響力も強く、オリジナルエピソードのほとんどはブタゴリラとその家族、トンガリを中心にした物が多い。
原作とアニメではキャラクターデザインが若干異なり、アニメ化にあたり新たに藤本がアニメ用のデザインを描き下ろした。そのため、本作にはキャラクターデザインやメカニカルデザインの担当者が存在せず、各話のゲストキャラクターデザインは総作画監督が担当した。なお、藤本のデザインは『藤子・F・不二雄大全集』の2巻の巻末に収録されている。

『ドラえもん』とは異なり、リカーリング人物である妙子や五月、友紀などが遠方に移住する要素があるため、大百科で作った発明品や車、鉄道などでタイムスリップを伴わずに遠出するエピソードが複数存在。そのうち、上越新幹線・北斗星・山形新幹線などに乗り込むエピソードで写実的なのはその乗物と目的地である仙台や新潟、札幌などの大まかな風景のみであり（蒸気機関車などの番号が適当になっていたこともある）、キテレツが操るパソコンを初め、ゲームボーイやミニ四駆といった放送当時に流行したアイテムも多く描かれている。
放送中期まではキテレツが作った発明品が中心となって巻き起こるエピソードと、ゲストキャラクターが中心人物となり陰で発明品を使ってストーリーが展開する人情ドラマ仕立てのエピソードが互いに作られていたが、末期（1994年）に入るとブタゴリラや熊八の天然ボケとトンガリのヒステリックな性格描写が強まるようになり、彼らが発端となって展開されるドタバタ・珍騒動的なエピソードも多かった。
1993年頃までは本放送のヒッチハイクとして、電気事業連合会が本作とタイアップしたテレビCM（電気エネルギーの現況・家庭内の省エネを啓発する内容、最後のコロ助のナレーションとテロップを各地域の電力会社に差し替えたバージョンもある）を流し、放送休止の日にも流されていた。
改編期特番・7月の大型特別番組『FNSの日』・プロ野球中継（主に明治神宮野球場のヤクルト対巨人戦）のため放送休止になることが度々あり、1995年11月のフジテレビに至っては『ロミオの青い空』と共に一度も放送されなかった。
また、当時は選挙の投票終了が午後6時で締め切りのため選挙特番がこの時間に行われていたが、1990年の第39回衆議院議員総選挙の日以外は休止の措置が取られている。
放送終了後、フジテレビにて1997年から2000年3月までローカル枠で断続的に再放送された。それ以降、番組購入ながら独立テレビ局を中心としたローカル局やアニマックスでテレビシリーズの再放送が行われているが、予告映像は一部の回やアニマックスの話数順での放送のみに留まっている。2015年にはHD解像度でテレシネされたデジタルリマスター版として、6月18日よりアニマックスで改めて1話から放送開始した。
話数が全331話で長大であり、全話のビデオソフト化が実現したのは2003年で、それ以前は1990年頃に小学館から発売されたVHSパッケージが最新だった。2010年7月10日からWiiの間「シアターの間」で第1回は無料・以後は有料で配信されていた。

## 放送時間
90分スペシャル『藤子不二雄のキテレツ大百科』
1987年11月2日：月曜 19:30 - 20:54
1話15分、計6話が放送された。
なお関東地区では同年12月28日、フジテレビの『冬休みアニメ劇場』の一環として、10:00 - 11:25で再放送された。
レギュラー放送
1988年3月27日 - 1996年6月9日
日曜 19:00 - 19:30
1988年4月3日は『'88プロ野球開幕直前!珍プレー好プレー大賞 5年間㊙VTR傑作選』（19:00 - 20:54）編成に伴い、18:00 - 18:30に繰り上げて放送された（同日の『のらくろクン』は放送休止）。
初期は1回15分×2話のエピソードと1回30分×1話のエピソードの両方が作られたが、第49話以降は後者に統一された。
1991年と1992年の末には30分の話を2本流した特番が放送されている。

## アニメ版と原作者
以下、制作者側のコメントを要約したもの。詳細については、それぞれのリンク先を参照。

## 番組の終了
アニメ版は放送開始から6年以上を経た1994年末に終了が一旦決まり、この時点で最終回である「愛のフィナーレ! さよならコロ助大百科」を制作・完成していた。しかし後番組候補がなかなか決まらず、「後番組の体制が整うまで適宜延長する」という対応が取られた。結局『こちら葛飾区亀有公園前派出所』（こち亀）の制作が決まったのは1996年初頭のことで、放送開始となる6月まで『キテレツ大百科』は2年以上もの間放送延長するという異例の事態となった。
その後、『こち亀』の放送開始が1996年初夏となったことから、本作は既に完成していた最終話を含めて全332話と調整、1996年6月16日終了の予定だった。しかし終了直前、5月26日放送分の枠にバレーボール女子アトランタオリンピック世界最終予選の中継（日本対ルーマニア戦）が入ることが決まったため、6月2日放送予定だった実質的な最後の制作話「ルルル! 未知からのメッセージ」が途中で中止・お蔵入りになり、スタッフはそのまま『こち亀』の制作に完全移行した。そして1週間繰り上げて6月9日に2年前に完成していた最終回が放送され、アニメ版は8年3か月で放送を終えた。脚本の雪室俊一は「もう半年は続けるつもりでいたので、消化不良だった」と語っている。旭通信社（現：ADKホールディングス）企画スタッフの片岡義朗は、終了に際して原作者の藤子・F・不二雄のもとヘ報告に行った際、後番組候補を聞かれた片岡が「『こち亀』です」と答えると、「それは良いですね」と答えたという。そして、最終回から3か月後の9月23日に、藤子・F・不二雄は逝去した。

## 登場人物
木手英一（キテレツ）
声 - 藤田淑子
本作の主人公。工作が得意で、発明好きの小学生。普段は「K」マークの入った赤いサンバイザーをかぶっている。学業成績は比較的良好だが、運動はまるで苦手。真面目な性格でお人好しだがややドジな面もあるため、発明品がトラブルを起こすことも度々ある。
コロ助
声 - 小山茉美→杉山佳寿子
キテレツが作ったロボット。一人称は「我輩」で、語尾に「〜ナリ」を付ける癖がある。コロッケが好物。
野々花みよ子（みよちゃん）
声 - 山本百合子（特番）→荘真由美→本多知恵子
キテレツの幼馴染でクラスメイト。誰に対しても寛容な女の子。キテレツにはひそかに恋心を抱いている。
熊田薫（ブタゴリラ）
声 - 大竹宏→龍田直樹
キテレツのクラスメイトでガキ大将。八百屋の一人息子で、父の跡を継ぐのが夢である。野菜に関する知識は豊富だが、その他の分野ではボケをかますこともある。しばしばキテレツやコロ助と対立する。
尖浩二（トンガリ）
声 - 真夏竜吾（特番）→三ツ矢雄二
キテレツのクラスメイトで、常にブタゴリラの突っ込み役を演じている。少々気弱なのがコンプレックス。マザコンでもある。
苅野勉三
声 - 肝付兼太
学生服と瓶底眼鏡の浪人生。キテレツたちからは「勉三さん」と呼ばれており、キテレツの相談相手でもある。様々なアルバイトを転々としている。
木手英太郎（パパ）
声 - 田中秀幸（特番）→屋良有作
キテレツの父。穏和な性格だが、怒ると怖い。エイト物産の課長。
木手美智子（ママ）
声 - 梨羽由記子（特番）→島本須美
キテレツの母。怒ると少々おっかない性格。
キテレツ斎
声 - 肝付兼太（特番）→屋良有作
キテレツが尊敬して止まない祖先で「奇天烈大百科」の製作者。コロ助を設計した生みの親でもある。

## スタッフ

### 特番
- 原作 - 藤子不二雄
- 企画 - 石川泰平（フジテレビ）
- プロデューサー - 片岡義朗（NAS）、菅野てつ勇、安達英男（STAFF21）
- 音楽 - 石田勝範
- 美術監督 - 中村光毅
- 撮影監督 - 杉村重郎
- 音響監督 - 小松亘弘
- 総監督 - 渡部高志
- 色指定 - 田原洋
- 特殊効果 - 橋爪朋二
- タイトル制作 - マキ・プロ
- 編集 - 掛須秀一
- 音響制作 - 青二企画
- 効果 - 伊藤道広（E&M）
- 録音 - タバック
- 現像 - 東京現像所
- 進行 - 和崎伸之
- 制作プロデューサー - 若菜章夫（スタジオぎゃろっぷ）
- 制作担当 - 若菜三樹雄
- 広報担当 - 重岡由美子（フジテレビ）
- 協力 - 藤子スタジオ、小学館・コロコロコミック、コロムビアレコード
- 制作協力 - スタジオぎゃろっぷ
- 制作 - フジテレビ、NAS、STAFF21

### テレビシリーズ
- 原作 - 藤子不二雄Ⓕ → 藤子・F・不二雄
- 企画 - 
  - 石川泰平 → 清水賢治（フジテレビ）
  - 片岡義朗（ASATSU[注 13]）
- 監督 - 葛岡博（第1話-第43話）→ 早川啓二（第44話-第331話）
- 総作画監督 - 丹内司、小林一幸、渡辺はじめ、時永宜幸、山内昇寿郎
- 美術監督 - 小林七郎 → 柴田聡
- 撮影監督 - 杉村重郎（一時期は清水泰宏） → 枝光弘明
- 音響監督 - 小松亘弘
- 音楽 - 菊池俊輔
- プロデューサー - 
  - 清水賢治 → 不在 → 和田実 → 鈴木吉弘 → 鈴木専哉（フジテレビ）
  - 片岡義朗 → 石川一彦 → 山崎立士 → 杉山豊 （ASATSU[注 13]）
  - 菅野てつ勇（STAFF21）
  - 若菜章夫（スタジオぎゃろっぷ）
- 美術設定 - 形山正、柴田聡、縫部文江、白石誠、小坂部直子
- 編集 - 掛須秀一、和田至亮、関一彦、伊藤裕
- 現像 - IMAGICA
- 音響制作 - 青二企画（青二プロダクション）
- 効果 - イー・アンド・エム・P→片岡陽三
- 選曲 - 宮下滋
- 録音 - 蔵本貞司（タバック）
- 音響プロデューサー - 黒田洋
- 制作担当 - 若菜三樹雄
- 連絡デスク - 安達英男（STAFF21）
- アシスタントプロデューサー - 小板橋司 → 越野武司、大塚義雄、早坂仁、加藤敏幸（STAFF21）
- 制作デスク - 小板橋司 → 越野武司 → 加藤敏幸 → 重松征史
- 制作進行 - 和崎伸之 → 岩崎輝久 → 大塚義雄 → 重松征史、荒川浩介、高山昌義 → 草間稔
- 広報担当 - 重岡由美子 → 名須川京子 → 川崎悦子 → 高橋正秀 → 小中ももこ → 熊谷知子（フジテレビ）
- 企画協力 - STAFF21
- アニメーション制作 - スタジオぎゃろっぷ
- 制作 - フジテレビ、ASATSU[注 13]

## 主題歌

### 特番（1987年11月2日放映）
- オープニングテーマ
  - 「キテレツ大百科のうた」
    - 作詞 - おこちそう / 作曲・編曲 - 細野晴臣 / 歌 - 堀江美都子
- エンディングテーマ
  - 「コロ助まちをゆく」
    - 作詞 - おこちそう / 作曲・編曲 - 細野晴臣 / 歌 - 山田恭子

### テレビシリーズ（1988年3月27日 - 1996年6月9日放映）
- オープニングテーマ
  1. 「お嫁さんになってあげないゾ」〔第1回（1988年3月27日） - 第24回（1988年10月23日）〕
    - 作詞 - 森雪之丞 / 作曲 - 池毅 / 編曲 - 山本健司 / 歌 - 守谷香

  2. 「ボディーだけレディー」〔第25回（1988年10月30日） - 第60回（1989年8月20日）〕
    - 作詞 - 森雪之丞 / 作曲 - 林哲司 / 編曲 - 山本健司 / 歌 - 内田順子
    - 一部、初代オープニングの冒頭の映像が使われている。
    - オープニングに出てくる赤い車は、マツダ・サバンナRX-7（FC3S型）である[要出典]。
    - 第41話から、クレジットの原作者名が「藤子不二雄Ⓕ」から「藤子・F・不二雄（Fが赤字）」に変更。

  3. 「夢みる時間」〔第61回（1989年8月27日） - 第86回（1990年3月25日）〕
    - 作詞 - 吉元由美 / 作曲 - 林哲司 / 編曲 - 山本健司 / 歌 - 森恵

  4. 「はじめてのチュウ」〔第87回（1990年4月15日） - 第108回（1990年10月21日）〕
    - 作詞・作曲・編曲 - 実川俊晴 / 歌 - あんしんパパ
    - 下記の次オープニングに変更後も同時にエンディングに移行し引き続き使用。
    - 藤子・F・不二雄ミュージアムの開業を記念し、2011年9月3日に小田急電鉄小田原線向ヶ丘遊園駅の1・2番ホームの接近メロディとして採用された。

  5. 「スイミン不足[注 14]」〔第109回（1990年11月4日） - 第170回（1992年3月29日）〕
    - 作詞・作曲・編曲・歌 - CHICKS
    - 原曲は1990年3月25日発売のオムニバスアルバム『レディース・ルーム』(POCH-1003)収録の「すいみん不足」。原曲とアニメ版では歌詞が一部異なっており、原曲はストレートな社会風刺が含まれているのに対し、アニメ版は恋に悩む少年をイメージしたものになっている。
    - 藤子・F・不二雄ミュージアム開業5周年を記念して、2016年9月3日から東日本旅客鉄道（JR東日本）南武線宿河原駅の1番線の発車メロディとして採用された。編曲は塩塚博が手掛けた[7]。

  6. 「お料理行進曲」〔第171回（1992年4月19日） - 第331回（最終回）（1996年6月9日）〕
    - 作詞 - 森雪之丞 / 作曲・編曲 - 平間あきひこ / 歌 - YUKA
    - 間奏が次回予告のBGMとして使用された。
- エンディングテーマ
  1. 「マジカルBoyマジカルHeart」〔第1回（1988年3月27日） - 第16回（1988年7月10日）〕
    - 作詞 - 神原冬子 / 作曲 - 池毅 / 編曲 - 山本健司 / 歌 - 守谷香

  2. 「レースのカーディガン」〔第17回（1988年8月14日） - 第24回（1988年10月23日）〕
    - 作詞 - 松本隆 / 作曲 - 来生たかお / 編曲 - 萩田光雄[注 15] / 歌 - 坂上香織

  3. 「コロ助ROCK」〔第25回（1988年10月30日） - 第60回（1989年8月20日）〕
    - 作詞 - 森雪之丞 / 作曲 - 林哲司 / 編曲 - 山本健司 / 歌 - 内田順子
    - リミックス・バージョンとして「コロ助ROCK'91」「コロ助ROCK'92」も存在。「キテレツアルバム」内に挿入歌として収録された。
    - 一部、初代の映像が使われている。
    - 最後の場面は2代目と同じ。

  4. 「フェルトのペンケース」〔第61回（1989年8月27日） - 第86回（1990年3月25日）〕
    - 作詞 - 岩室後子 / 作曲 - 来生たかお / 編曲 - 山本健司 / 歌 - 森恵

  5. 「メリーはただのトモダチ」〔第87回（1990年4月15日） - 第108回（1990年10月21日）〕
    - 作詞・作曲・編曲 - 実川俊晴 / 歌 - 藤田淑子

  6. 「はじめてのチュウ」〔第109回（1990年11月4日） - 第170回（1992年3月29日）、第213回（1993年4月25日） - 第291回（1995年3月19日）、第311回（1995年10月29日） - 第331回（最終回）（1996年6月9日）〕
    - 作詞・作曲・編曲 - 実川俊晴 / 歌 - あんしんパパ
    - 前述の通り、元々オープニングとして使用されていたのが、次オープニング「スイミン不足」に変更に伴いエンディングに移行された。一旦終了して次のエンディングに変わり、また復帰する事態が2度あった。
    - 2011年9月3日に藤子・F・不二雄ミュージアムが開業された記念に伴い、小田急小田原線向ヶ丘遊園駅の1・2番ホームの接近メロディとして採用された。

  7. 「HAPPY BIRTHDAY」〔第171回（1992年4月19日） - 第212回（1993年4月18日）〕
    - 作詞 - 森雪之丞 / 作曲 - 清岡千穂 / 編曲 - 藤原いくろう / 歌 - YUKA

  8. 「うわさのキッス」〔第292回（1995年4月23日） - 第310回（1995年10月22日）〕
    - 作詞 - 工藤哲雄 / 作曲 - 都志見隆 / 編曲 - 白井良明 / 歌 - TOKIO
    - EDアニメーションが2パターン作られた。2パターン目は第298回 - 第310回で使用。

### 変遷
| 話数                         | 放送日                         | オープニング               | エンディング             | 次回予告のBGM                                          |
| ---------------------------- | ------------------------------ | -------------------------- | ------------------------ | ------------------------------------------------------ |
| SP                           | 1987年11月2日                  | キテレツ大百科のうた       | コロ助まちをゆく         | -                                                      |
| 第1回 - 第16回               | 1988年3月27日 - 1988年7月10日  | お嫁さんになってあげないゾ | マジカルBoyマジカルHeart | お嫁さんになってあげないゾ-25秒                        |
| 第17回 - 第24回              | 1988年8月14日 - 1988年10月23日 | お嫁さんになってあげないゾ | レースのカーディガン     | お嫁さんになってあげないゾ-25秒                        |
| 第25回 - 第60回              | 1988年10月30日 - 1989年8月20日 | ボディーだけレディー       | コロ助ROCK               | 劇伴BGM（第25-38回）-20秒 コロ助ROCK（第39-61回）-20秒 |
| 第61回 - 第86回              | 1989年8月27日 - 1990年3月25日  | 夢みる時間                 | フェルトのペンケース     | 夢みる時間-20秒                                        |
| 第87回 - 第108回             | 1990年4月15日 - 1990年10月21日 | はじめてのチュウ           | メリーはただのトモダチ   | メリーはただのトモダチ-20秒                            |
| 第109回 - 第170回            | 1990年11月4日 - 1992年3月29日  | スイミン不足               | はじめてのチュウ         | スイミン不足-20秒                                      |
| 第171回 - 第212回            | 1992年4月19日 - 1993年4月18日  | お料理行進曲               | HAPPY BIRTHDAY           | お料理行進曲-20秒→30秒                                 |
| 第213回 - 第291回            | 1993年4月25日 - 1995年3月19日  | お料理行進曲               | はじめてのチュウ         | お料理行進曲-20秒→30秒                                 |
| 第292回 - 第310回            | 1995年4月23日 - 1995年10月22日 | お料理行進曲               | うわさのキッス           | お料理行進曲-20秒→30秒                                 |
| 第311回 - 第331回 （最終回） | 1995年10月29日 - 1996年6月9日  | お料理行進曲               | はじめてのチュウ         | お料理行進曲-20秒→30秒                                 |

## 各話リスト

### 特番
| 話数 | サブタイトル           | 脚本                       | 絵コンテ | 演出     | 作画監督 | 放送日         |
| ---- | ---------------------- | -------------------------- | -------- | -------- | -------- | -------------- |
| 1    | 大発見!キテレツ大百科  | 雪室俊一 山田隆司 照井啓司 | 渡部高志 | 渡部高志 | 丹内司   | 1987年 11月2日 |
| 2    | つよいぞ!唐倶利武者    | 雪室俊一 山田隆司 照井啓司 | 渡部高志 | 渡部高志 | 丹内司   | 1987年 11月2日 |
| 3    | しん気ろうでやっつけろ | 雪室俊一 山田隆司 照井啓司 | 湯山邦彦 | 早川啓二 | 丹内司   | 1987年 11月2日 |
| 4    | 空のご用はキテレツ航空 | 雪室俊一 山田隆司 照井啓司 | 湯山邦彦 | 早川啓二 | 丹内司   | 1987年 11月2日 |
| 5    | 片道タイムマシン       | 雪室俊一 山田隆司 照井啓司 | 早川啓二 | 早川啓二 | 丹内司   | 1987年 11月2日 |
| 6    | キッコー船の大冒険     | 雪室俊一 山田隆司 照井啓司 | 早川啓二 | 早川啓二 | 丹内司   | 1987年 11月2日 |

### テレビシリーズ
| 話数 | サブタイトル                             | 脚本     | 絵コンテ       | 演出           | 作画監督            | 放送日   |
| ---- | ---------------------------------------- | -------- | -------------- | -------------- | ------------------- | -------- |
| 1    | ワガハイはコロ助ナリ                     | 雪室俊一 | 葛岡博         | 福留政彦       | 尾鷲英俊            | 3月27日  |
| 1    | 潜地球で宝さがし!                        | 雪室俊一 | 葛岡博         | 福留政彦       | 尾鷲英俊            | 3月27日  |
| 2    | サクラ散ル勉三さん                       | 山田隆司 | えいひさゆき   | 前園文夫       | 高橋明信            | 4月3日   |
| 2    | 動物しばいを作るナリ                     | 山田隆司 | 池田成         | 前園文夫       | 高橋明信            | 4月3日   |
| 3    | 手作りロケットで 月までアドベンチャー    | 雪室俊一 | 高本宣弘       | 高本宣弘       | 尾鷲英俊            | 4月10日  |
| 4    | くらやみでドキドキ                       | 山田隆司 | えいひさゆき   | 井上修         | 尾鷲英俊            | 4月17日  |
| 4    | うらみキャンデー                         | 山田隆司 | 前園文夫       | 前園文夫       | 尾鷲英俊            | 4月17日  |
| 5    | 天狗の抜け穴で らくらくハイキング        | 雪室俊一 | 阿部司         | 阿部司         | 渡辺はじめ          | 4月24日  |
| 6    | 帰って来たからくり武者                   | 雪室俊一 | 石井文子       | 福留政彦       | 尾鷲英俊            | 5月1日   |
| 6    | 如意光でひっこし                         | 雪室俊一 | 水谷貴哉       | 福留政彦       | 尾鷲英俊            | 5月1日   |
| 7    | みよちゃんとままごとハウス               | 山崎忠昭 | 池田はやと     | はしもとなおと | 江口摩吏介          | 5月8日   |
| 7    | わすれん帽!?                             | 山崎忠昭 | 池田はやと     | はしもとなおと | 江口摩吏介          | 5月8日   |
| 8    | 宇宙怪魔人ブタゴリラ                     | 山田隆司 | 井上修         | たなはしまさと | 山内昇寿郎          | 5月15日  |
| 8    | ミニタウンで遊ぼう                       | 山田隆司 | えいひさゆき   | 前園文夫       | 山内昇寿郎          | 5月15日  |
| 9    | 思い出カメラ                             | 並木敏   | 石井文子       | 石井文子       | 後藤真砂子          | 5月22日  |
| 9    | 対決! コロ助対かわら版小僧               | 並木敏   | 石井文子       | 石井文子       | 後藤真砂子          | 5月22日  |
| 10   | コロ助と赤ちゃん恐竜! 南の海の大冒険!!   | 雪室俊一 | 北里陽         | 福留政彦       | 山内昇寿郎          | 5月29日  |
| 11   | 分身機で人間コピー!?                     | 山田隆司 | 阿部司         | 阿部司         | 渡辺はじめ          | 6月5日   |
| 11   | コロ助学校へ行く                         | 山田隆司 | 井上修         | 井上修         | 尾鷲英俊            | 6月5日   |
| 12   | 脱時機でのんびり                         | 並木敏   | たなはしまさと | たなはしまさと | 山内昇寿郎          | 6月12日  |
| 12   | 水遊びもほどほどに                       | 並木敏   | 水谷貴哉       | 水谷貴哉       | 山内昇寿郎          | 6月12日  |
| 13   | 雲の上のスイートホーム                   | 雪室俊一 | えいひさゆき   | たなはしまさと | 渡辺はじめ 尾鷲英俊 | 6月19日  |
| 14   | ちょうちんおバケ捕物帖                   | 雪室俊一 | 石井文子       | 石井文子       | 山内昇寿郎          | 6月26日  |
| 14   | 怪談ボタン灯                             | 雪室俊一 | 石井文子       | 石井文子       | 山内昇寿郎          | 6月26日  |
| 15   | 一寸ガードマン                           | 青島利幸 | 井上修         | 井上修         | 渡辺はじめ          | 7月3日   |
| 15   | シャボン玉ドーム                         | 青島利幸 | 早川啓二       | 早川啓二       | 渡辺はじめ          | 7月3日   |
| 16   | パパたちの授業参観. 親子で野球大会       | 山田隆司 | たなはしまさと | たなはしまさと | 山内昇寿郎          | 7月10日  |
| 17   | 哀しみのトンガリ かくれみので一人ぼっち  | 青島利幸 | 棚橋一徳       | 棚橋一徳       | 渡辺はじめ          | 8月14日  |
| 18   | エジソンに会った 誰にもいえない夏休み    | 雪室俊一 | 早川啓二       | 早川啓二       | 山内昇寿郎          | 8月21日  |
| 19   | ひんやりヒエヒエ水ねんど                 | 並木敏   | 石井文子       | 石井文子       | 渡辺はじめ          | 8月28日  |
| 19   | 台風と夏まつり                           | 並木敏   | 石井文子       | 石井文子       | 渡辺はじめ          | 8月28日  |
| 20   | コロ助! パワーアップ大作戦               | 山田隆司 | 高本宣弘       | 高本宣弘       |                     | 9月4日   |
| 21   | 走れ42.195キロ! マラソンはこりごりナリ!? | 青島利幸 | たなはしまさと | たなはしまさと | 山内昇寿郎          | 9月11日  |
| 22   | 町内運動会 MVPは誰の手に!?               | 山田隆司 | 早川啓二       | 早川啓二       | 渡辺はじめ          | 10月2日  |
| 23   | ふりかけはコロッケの味                   | 青島利幸 | たなはしまさと | たなはしまさと | 渡辺はじめ          | 10月16日 |
| 23   | きき耳ずきん                             | 青島利幸 | 福留政彦       | 福留政彦       | 渡辺はじめ          | 10月16日 |
| 24   | 昼行灯で百点満点                         | 雪室俊一 | 棚橋一徳       | 棚橋一徳       | 佐藤好春            | 10月23日 |
| 24   | コロ助恋に落ちて                         | 雪室俊一 | 棚橋一徳       | 棚橋一徳       | 大島秀範            | 10月23日 |
| 25   | キョーレツ!! 怪人ドテカボチャン          | 雪室俊一 | 石井文子       | 石井文子       | 渡辺はじめ          | 10月30日 |
| 26   | ひかえい! 黄門サマは大悪人?              | 山田隆司 | 水谷貴哉       | なみきまさと   |                     | 11月6日  |
| 27   | やればできる! 逆あがり必勝法             | 雪室俊一 | 高本宣弘       | 高本宣弘       | 渡辺はじめ 佐藤好春 | 11月13日 |
| 28   | 夢のつんつるつづら                       | 雪室俊一 | 早川啓二       | 早川啓二       | 尾鷲英俊            | 11月20日 |
| 28   | コロ助がお見合い                         | 雪室俊一 | 早川啓二       | 早川啓二       | 尾鷲英俊            | 11月20日 |
| 29   | アッチッチ! 温泉さがして地底探検         | 青島利幸 | なみきまさと   | なみきまさと   | 渡辺はじめ          | 11月27日 |
| 30   | コロ助とチビゴリラの 友情物語            | 青島利幸 | 高本宣弘       | 高本宣弘       | 渡辺はじめ 尾鷲英俊 | 12月4日  |
| 31   | 君こそスターだ! 浦島亀太郎               | 山田隆司 | 石井文子       | 石井文子       | 後藤真砂子          | 12月11日 |
| 32   | キテレツ斎様は千両役者!?                 | 雪室俊一 | 棚橋一徳       | 棚橋一徳       | 佐藤好春 大島秀範   | 12月18日 |
| 33   | サンタクロース見ーつけた                 | 雪室俊一 | 早川啓二       | 早川啓二       | 渡辺はじめ          | 12月25日 |

| 話数 | サブタイトル                           | 脚本     | 絵コンテ      | 演出         | 作画監督            | 放送日   |
| ---- | -------------------------------------- | -------- | ------------- | ------------ | ------------------- | -------- |
| 34   | みよちゃんの花ムコ占い 10年後は成人式  | 雪室俊一 | なみきまさと  | なみきまさと | 渡辺はじめ          | 1月15日  |
| 35   | 雪国でミステリー                       | 雪室俊一 | 石井文子      | 石井文子     | 尾鷲英俊 渡辺はじめ | 1月15日  |
| 36   | ブタゴリラのスケート特訓               | 青島利幸 | なみきまさと  | なみきまさと | 尾鷲英俊 大島秀範   | 1月22日  |
| 36   | 寒中水泳大会                           | 青島利幸 | 棚橋一徳      | 棚橋一徳     | 尾鷲英俊 大島秀範   | 1月22日  |
| 37   | 新一年生必見! 赤いランドセルの女の子   | 雪室俊一 | 高本宣弘      | 高本宣弘     | 渡辺はじめ          | 1月29日  |
| 38   | 王子と結婚!? みよ子姫                  | 青島利幸 | 早川啓二      | 早川啓二     | 尾鷲英俊            | 2月5日   |
| 39   | 北斗星で北の国へUターン                | 雪室俊一 | 森健          | 石井文子     | 後藤真砂子          | 2月12日  |
| 40   | コロ助、秀才になる!?                   | 雪室俊一 | なみきまさと  | なみきまさと | 尾鷲英俊            | 2月19日  |
| 41   | コロ助、若さまのいいなずけ             | 雪室俊一 | 高本宣弘      | 高本宣弘     | 渡辺はじめ          | 2月26日  |
| 42   | 恐竜からの招待状 南の国へいらっしゃい! | 雪室俊一 | 森健 石井文子 | 石井文子     | 後藤真砂子          | 3月12日  |
| 43   | ブタゴリラのあこがれは 年上の女の子?   | 青島利幸 | 早川啓二      | 早川啓二     | 山内昇寿郎          | 3月19日  |
| 44   | ウルトラ迷路で ウロウロどっきり!?      | 雪室俊一 | 早川啓二      | 高本宣弘     | 尾鷲英俊 渡辺はじめ | 3月26日  |
| 45   | 一獲千金 まぼろしの蝶を探せ            | 青島利幸 | 石井文子      | 石井文子     | 生野裕子            | 4月16日  |
| 46   | 呼べばこたえるヤマビコ野菜             | 雪室俊一 | なみきまさと  | なみきまさと | 渡辺はじめ          | 4月23日  |
| 47   | まかフシギ? 乙姫様が鶴の恩返し         | 山田隆司 | 高本宣弘      | 高本宣弘     | 尾鷲英俊            | 4月30日  |
| 48   | 地震のつくり方                         | 青島利幸 | 中村孝一郎    | 石井文子     | 生野裕子            | 5月7日   |
| 48   | 思い出ハウスで仲直り                   | 青島利幸 | 石井文子      | 石井文子     | 生野裕子            | 5月7日   |
| 49   | 当選確実! クラス委員は脚光灯で         | 雪室俊一 | 早川啓二      | 早川啓二     | 山内昇寿郎          | 5月14日  |
| 50   | ウソ! あのブタゴリラが 野菜嫌いに!?    | 山田隆司 | なみきまさと  | なみきまさと | 渡辺はじめ          | 5月21日  |
| 51   | キンキラ金山見つけた 地底の大冒険      | 青島利幸 | 高本宣弘      | 高本宣弘     | 渡辺はじめ          | 5月28日  |
| 52   | 大人気! 5年3組白鳥先生                 | 雪室俊一 | 早川啓二      | 早川啓二     | 渡辺はじめ          | 6月4日   |
| 53   | 恐怖の九官鳥 コロ助が危ない!           | 雪室俊一 | 石井文子      | 石井文子     | 生野裕子            | 6月18日  |
| 54   | 感激鐘で 武士の目にも涙ナリ            | 雪室俊一 | 高本宣弘      | 高本宣弘     | 渡辺はじめ          | 6月25日  |
| 55   | キテレツ大ピンチ? パパの発明禁止令!    | 青島利幸 | なみきまさと  | なみきまさと | 尾鷲英俊            | 7月9日   |
| 56   | 撮影快調! ハリウッドのバビロン大宮殿   | 山田隆司 | 早川啓二      | 早川啓二     | 渡辺はじめ          | 7月23日  |
| 57   | 大予言! コロ助のあした草紙             | 雪室俊一 | 森健 石井文子 | 石井文子     | 生野裕子            | 7月30日  |
| 58   | ついに発明! 夏休みを3倍にする夢遊境    | 雪室俊一 | なみきまさと  | なみきまさと | 尾鷲英俊            | 8月6日   |
| 59   | 骨折り損のくたびれ小槌                 | 山田隆司 | 高本宣弘      | 高本宣弘     | 渡辺はじめ          | 8月13日  |
| 60   | 八月のある日、 迷い子クジラが空とんだ  | 青島利幸 | 石井文子      | 石井文子     | 生野裕子            | 8月20日  |
| 61   | こわいの飛んでけ! 三半鏡でバッチリ     | 雪室俊一 | なみきまさと  | なみきまさと | 尾鷲英俊            | 8月27日  |
| 62   | おばけがいっぱい!? キャンプでパニック  | 山田隆司 | 高本宣弘      | 高本宣弘     | 渡辺はじめ          | 9月3日   |
| 63   | 走れ! トンガリ号 夢の四駆グランプリ    | 雪室俊一 | 石井文子      | 石井文子     | 生野裕子            | 9月10日  |
| 64   | まことナリ! キッコー船で山のぼり       | 雪室俊一 | なみきまさと  | なみきまさと | 尾鷲英俊            | 9月17日  |
| 65   | ゴリラとブタゴリラ どっちがゴリラ      | 雪室俊一 | 高本宣弘      | 高本宣弘     | 渡辺はじめ          | 10月1日  |
| 66   | 大爆笑! あの乙姫がやって来た           | 山田隆司 | 石井文子      | 石井文子     | 生野裕子            | 10月22日 |
| 67   | 雨あめ降れふれ! 忘れな傘を君の手に     | 雪室俊一 | 早川啓二      | 早川啓二     | 渡辺はじめ          | 10月29日 |
| 68   | 邪馬台国の謎に迫る! みよ子がヒミコ?    | 雪室俊一 | なみきまさと  | なみきまさと | 尾鷲英俊            | 11月5日  |
| 69   | 秋探し みんなそろって結婚式フルコース  | 雪室俊一 | 石井文子      | 石井文子     | 生野裕子            | 11月12日 |
| 70   | テストもバッチリ! 一夜漬けマクラ       | 雪室俊一 | 早川啓二      | 早川啓二     | 渡辺はじめ          | 11月19日 |
| 71   | あと5分! そんなときこそ時間逆転機      | 雪室俊一 | なみきまさと  | なみきまさと | 渡辺はじめ          | 11月26日 |
| 72   | みつばちじいやがやって来た             | 山田隆司 | 石井文子      | 石井文子     | 生野裕子            | 12月3日  |
| 73   | サンタの孫は マッチ売りの少女ナリ!     | 雪室俊一 | 早川啓二      | 早川啓二     | 丹内司              | 12月10日 |
| 74   | ついに成功! 2001年大学キャンパスの旅   | 雪室俊一 | なみきまさと  | なみきまさと | 渡辺はじめ          | 12月17日 |
| 75   | 見たか悪漢! 二刀流コロ助西部を行く     | 山田隆司 | 高本宣弘      | 高本宣弘     | 渡辺はじめ          | 12月24日 |

| 話数 | サブタイトル                           | 脚本     | 絵コンテ     | 演出         | 作画監督            | 放送日   |
| ---- | -------------------------------------- | -------- | ------------ | ------------ | ------------------- | -------- |
| 76   | 雪山メルヘン! 長靴をはいたクマ物語     | 雪室俊一 | 石井文子     | 石井文子     | 生野裕子            | 1月14日  |
| 77   | ポッカポッカ! コタツムリで春がきた     | 雪室俊一 | 早川啓二     | 早川啓二     | 渡辺はじめ          | 1月21日  |
| 78   | 上がれやっこだこ! 江戸時代からの贈り物 | 雪室俊一 | なみきまさと | なみきまさと | 丹内司              | 1月28日  |
| 79   | 受験生必見! 勉三さんに春は来るか!?     | 雪室俊一 | 高本宣弘     | 高本宣弘     | 渡辺はじめ          | 2月4日   |
| 80   | 極秘情報! ブタゴリラは女だった?!       | 雪室俊一 | 家本泰       | なみきまさと | 尾鷲英俊            | 2月11日  |
| 81   | 絶滅寸前! キテレツ流トキ救出大作戦     | 山田隆司 | 早川啓二     | 早川啓二     | 渡辺はじめ          | 2月18日  |
| 82   | クマのコロ助 天狗の抜け穴でご対面ーン  | 雪室俊一 | なみきまさと | なみきまさと |                     | 2月25日  |
| 83   | 思い出宙返り 勉三母さんやって来た      | 雪室俊一 | 家本泰       | なみきまさと | 尾鷲英俊            | 3月4日   |
| 84   | トンガリパニック! め組人形大騒動       | 雪室俊一 | 佐藤真人     | 佐藤真人     | 宍戸久美子          | 3月11日  |
| 85   | コロ助珍道中 花のお江戸でアルバム作り  | 山田隆司 | 早川啓二     | 早川啓二     | 山内昇寿郎          | 3月18日  |
| 86   | コロ助の消えた バースデープレゼント    | 雪室俊一 | なみきまさと | なみきまさと | 丹内司              | 3月25日  |
| 87   | 迷い子にサヨナラ! 方向音虫ブローチ!!   | 雪室俊一 | 本橋五郎     | 高本宣弘     | 尾鷲英俊            | 4月15日  |
| 88   | 家庭訪問にバッチリ!! ながっちりめん    | 雪室俊一 | 青山弘       | 佐藤真人     | 宍戸久美子          | 4月22日  |
| 89   | コロ助のライバル 豆コロでござる!!      | 雪室俊一 | 橋蔵本郎     | 早川啓二     | 山本哲也            | 5月6日   |
| 90   | あっぱれ扇子で豆コロ旋風!              | 雪室俊一 | 佐藤真人     | 佐藤真人     | 尾鷲英俊            | 5月20日  |
| 91   | とんでけ五月病?! みよちゃん雲にのる    | 雪室俊一 | 高本宣弘     | 高本宣弘     | 渡辺はじめ          | 5月27日  |
| 92   | コロ助ピンチ! 武士はウソをつかぬナリ   | 山田隆司 | 早川啓二     | 早川啓二     | 松岡秀明            | 6月3日   |
| 93   | 仰天告白! ウチの二階のかわいいポニー   | 雪室俊一 | 山口武志     | 山口武志     | 渡辺はじめ 山本哲也 | 6月10日  |
| 94   | どすこい! 犬型神隠し発見器で力士捜し   | 山田隆司 | 佐藤真人     | 佐藤真人     | 宍戸久美子          | 6月17日  |
| 95   | ど忘れ玉で チマキに雨ふる勉三さん      | 雪室俊一 | 高本宣弘     | 高本宣弘     | 尾鷲英俊            | 6月24日  |
| 96   | お金のなる本! キュリー夫人とにんじん   | 雪室俊一 | 早川啓二     | 早川啓二     | 渡辺はじめ          | 7月1日   |
| 97   | 21世紀から ブタゴリラ親子がやって来た  | 山田隆司 | 山口武志     | 山口武志     | 佐藤好春            | 7月8日   |
| 98   | 黄門さまもびっくり!? めしどき印籠ナリ  | 雪室俊一 | 三本英郎     | 佐々木和宏   | 渡辺はじめ 山本哲也 | 7月29日  |
| 99   | ツルの折れない人 この指とまれ!         | 雪室俊一 | 関むさし     | 早川啓二     | 宍戸久美子          | 8月5日   |
| 100  | 過去板消しで判明!? 八百八は魚屋だった  | 雪室俊一 | 山口武志     | 山口武志     | 尾鷲英俊            | 8月12日  |
| 101  | 真夏の花博で 大百科外伝をみつけ出せ!   | 山田隆司 | 高本宣弘     | 高本宣弘     | 渡辺はじめ          | 8月19日  |
| 102  | 夏の海でかわいそうな バナナがSOS!      | 雪室俊一 | 早川啓二     | 早川啓二     | 山内昇寿郎          | 8月26日  |
| 103  | 宿題が危ない! 8月32日を作ろう!!        | 雪室俊一 | 三本英郎     | 佐々木和宏   | 渡辺はじめ 山本哲也 | 9月2日   |
| 104  | リーンリーン! こちら鈴虫ロックバンド   | 雪室俊一 | 山口武志     | 山口武志     | 宍戸久美子          | 9月9日   |
| 105  | お祭りの天才コロ助と 笛吹き勉ちゃん!   | 雪室俊一 | 川瀬敏文     | 川瀬敏文     | 尾鷲英俊            | 9月16日  |
| 106  | コロ助真っ青! チョンマゲを切られる!?   | 山田隆司 | 高本宣弘     | 高本宣弘     | 渡辺はじめ          | 9月23日  |
| 107  | トマトはナス テフテフは一体何ナリ?     | 雪室俊一 | 早川啓二     | 早川啓二     | 山本哲也            | 9月30日  |
| 108  | ワーオ! はずかしがり屋の石焼〜きイモ   | 雪室俊一 | 佐藤真人     | 佐々木和宏   | 宍戸久美子          | 10月21日 |
| 109  | 世にも奇妙な! おしゃべりな野菜たち     | 雪室俊一 | 高本宣弘     | 高本宣弘     | 尾鷲英俊            | 11月4日  |
| 110  | 走れ永遠に! 幻のSL特急アジア号!!       | 山田隆司 | 早川啓二     | 早川啓二     | 渡辺はじめ          | 11月11日 |
| 111  | ハコダテ、イグアナ、 イカソーメン      | 雪室俊一 | 三本英郎     | 山口武志     | 小林一幸            | 11月18日 |
| 112  | コロ助のフィアンセ! むらさきしきふ     | 雪室俊一 | 高本宣弘     | 高本宣弘     | 尾鷲英俊            | 11月25日 |
| 113  | 地震! カミナリ! 火事! コラー大魔王!?   | 雪室俊一 | 石井文子     | 早川啓二     | 丹内司              | 12月2日  |
| 114  | 大そうじ募金 勉三さんに愛の手を!!      | 雪室俊一 | 山口武志     | 山口武志     | 渡辺はじめ          | 12月9日  |
| 115  | 花の命は短いぞ! ブタゴリラ最後の日     | 雪室俊一 | なみきまさと | 松川智充     | 山本哲也            | 12月16日 |
| 116  | たずね人ダマで ホワイトクリスマス      | 雪室俊一 | 早川啓二     | 早川啓二     | 尾鷲英俊            | 12月23日 |

| 話数 | サブタイトル                          | 脚本     | 絵コンテ     | 演出         | 作画監督        | 放送日   |
| ---- | ------------------------------------- | -------- | ------------ | ------------ | --------------- | -------- |
| 117  | 春や春! 大正ロマンのハナ・ハト・マメ  | 雪室俊一 | 高本宣弘     | 高本宣弘     | 丹内司          | 1月13日  |
| 118  | 八百八のCMソング! ミカンセイ交響曲    | 雪室俊一 | 山口武志     | 山口武志     | 時永宜幸        | 1月20日  |
| 119  | 厳窟王が 八百八の前かけをしていた!    | 雪室俊一 | 早川啓二     | 早川啓二     | 末吉裕一郎      | 1月27日  |
| 120  | 節分㊙情報! どっこい鬼は生きている    | 雪室俊一 | 松川智充     | 松川智充     | 山本哲也        | 2月3日   |
| 121  | 参観日、 小鳥がハイクを作ったよ!      | 雪室俊一 | 高本宣弘     | 高本宣弘     | 丹内司          | 2月10日  |
| 122  | 何でモテるの!? 勉三さんとブタゴリラ   | 雪室俊一 | 山口武志     | 山口武志     | 渡辺はじめ      | 2月17日  |
| 123  | ワガハイが チンチン電車だった頃…      | 雪室俊一 | 松川智充     | 松川智充     | 山本哲也        | 2月24日  |
| 124  | 嫌信丸でズバリ! いい人 悪い人         | 雪室俊一 | 早川啓二     | 早川啓二     | 末吉裕一郎      | 3月3日   |
| 125  | ガーン! ワガハイ、犬になりたいナリ!   | 雪室俊一 | 高本宣弘     | 高本宣弘     | 丹内司          | 3月10日  |
| 126  | 大スクープ! 八百八に双子の赤ちゃん    | 雪室俊一 | 山口武志     | 山口武志     | 渡辺はじめ      | 3月17日  |
| 127  | 世紀の大失敗作! チュウシングラナリ    | 雪室俊一 | 松川智充     | 松川智充     | 丹内司 山本哲也 | 3月24日  |
| 128  | ひみつのコロッケは セーラー服の味ナリ | 雪室俊一 | 高本宣弘     | 高本宣弘     | 末吉裕一郎      | 4月28日  |
| 129  | キャッシュカードで コロ助指名手配!?   | 雪室俊一 | 山口武志     | 山口武志     | 山内昇寿郎      | 5月5日   |
| 130  | チルチルさくら! みよ子姫が危ない!!    | 雪室俊一 | 早川啓二     | 早川啓二     | 渡辺はじめ      | 5月12日  |
| 131  | これが初恋!? 八百屋お七とツーショット | 雪室俊一 | 松川智充     | 松川智充     | 山本哲也        | 5月19日  |
| 132  | 大異変! ママとボクにヒゲが生えた!?    | 雪室俊一 | 高本宣弘     | 高本宣弘     | 末吉裕一郎      | 5月26日  |
| 133  | 究極のずる休みグッズ! 仮病マクラ      | 雪室俊一 | 山口武志     | 山口武志     | 山内昇寿郎      | 6月2日   |
| 134  | アウトドアライフ! ブタゴリラ修行の旅  | 雪室俊一 | 早川啓二     | 早川啓二     | 渡辺はじめ      | 6月9日   |
| 135  | ハダカの思い出! さくら湯ものがたり    | 雪室俊一 | 松川智充     | 松川智充     | 山本哲也        | 6月16日  |
| 136  | 遊んでくれないパパたちへ! 道楽つづら  | 雪室俊一 | 山口武志     | 山口武志     | 末吉裕一郎      | 6月23日  |
| 137  | ブタゴリラ主催! 緑幼稚園大同窓会      | 雪室俊一 | ゆうきしょう | ゆうきしょう | 山内昇寿郎      | 6月30日  |
| 138  | 子供なら見たい!! パパとママの通信簿   | 雪室俊一 | 高本宣弘     | 高本宣弘     | 時永宜幸        | 7月7日   |
| 139  | のぞかないで!! トンガリの夢の新婚生活 | 雪室俊一 | 松川智充     | 松川智充     | 山本哲也        | 7月14日  |
| 140  | むかしの常識!? 堂々封切総天然色三本立 | 雪室俊一 | 山口武志     | 山口武志     | 末吉裕一郎      | 8月4日   |
| 141  | クーラー不要! 怪談・百丈島スイカ御殿  | 雪室俊一 | 早川啓二     | 早川啓二     | 山内昇寿郎      | 8月11日  |
| 142  | 謎また謎 氷曜日のカキ水パーティ       | 雪室俊一 | ゆうきしょう | ゆうきしょう | 時永宜幸        | 8月18日  |
| 143  | 秋がきて… いなかのトンボが東京見物    | 雪室俊一 | 山口武志     | 山口武志     | 山本哲也        | 8月25日  |
| 144  | プールに出現! ピーターパンのワニ      | 雪室俊一 | 松川智充     | 松川智充     | 末吉裕一郎      | 9月1日   |
| 145  | 警察不要? 土下座ぶとんでゴメーン!     | 雪室俊一 | 早川啓二     | 早川啓二     | 山内昇寿郎      | 9月8日   |
| 146  | 涙の交換日記! ブタゴリラはKくんナリ   | 雪室俊一 | 山口武志     | 山口武志     | 渡辺はじめ      | 9月15日  |
| 147  | 読書の秋! 感想イモと筆跡鑑定ロウセキ  | 雪室俊一 | ゆうきしょう | ゆうきしょう | 山本哲也        | 9月22日  |
| 148  | ビックリ仰天! スカートをはいたコロ助  | 雪室俊一 | 松川智充     | 松川智充     | 末吉裕一郎      | 9月29日  |
| 149  | ママはいらない!? からくり料理人ナリ   | 雪室俊一 | 早川啓二     | 早川啓二     | 山内昇寿郎      | 10月20日 |
| 150  | 遠足のアイテム! ブタゴリラ七品セット  | 雪室俊一 | 山口武志     | 山口武志     | 時永宜幸        | 10月27日 |
| 151  | 教室で指されたくない人へ! 指名扇ナリ  | 雪室俊一 | 内藤孝       | ゆうきしょう | 山本哲也        | 11月3日  |
| 152  | 箱根山でドッキリ! 江戸時代の山賊たち  | 雪室俊一 | 松川智充     | 松川智充     | 末吉裕一郎      | 11月17日 |
| 153  | 回れ仲直り鶴! ブタゴリラパンツの怒り  | 雪室俊一 | 早川啓二     | 早川啓二     | 山内昇寿郎      | 11月24日 |
| 154  | ゲロゲロ! 小便小僧になったブタゴリラ  | 雪室俊一 | 山口武志     | 山口武志     | 時永宜幸        | 12月1日  |
| 155  | なぞの物体! ピアノの中のヘタウマドリ  | 雪室俊一 | 高本宣弘     | 高本宣弘     | 末吉裕一郎      | 12月8日  |
| 156  | ブタゴリラもウルウル! 黒板の中のママ  | 雪室俊一 | 松川智充     | 松川智充     | 山本哲也        | 12月15日 |
| 157  | 雪だるまがくれた クリスマスプレゼント | 雪室俊一 | 早川啓二     | 早川啓二     | 山内昇寿郎      | 12月22日 |
| 158  | 珍発明!? だまってはさめば宿題スラスラ | 雪室俊一 | 山口武志     | 山口武志     | 時永宜幸        | 12月29日 |
| 159  | コロ助仰天! やじろ帽でニチコメ友好!?  | 雪室俊一 | 山口武志     | 山口武志     | 山内昇寿郎      | 12月29日 |

| 話数 | サブタイトル                          | 脚本     | 絵コンテ     | 演出         | 作画監督   | 放送日   |
| ---- | ------------------------------------- | -------- | ------------ | ------------ | ---------- | -------- |
| 160  | 開けてびっくり! 机の中の遅れたお年玉  | 雪室俊一 | 高本宣弘     | 高本宣弘     | 末吉裕一郎 | 1月12日  |
| 161  | 春の珍事! 時刻表を書いたブタゴリラ    | 雪室俊一 | 松川智充     | 松川智充     | 山本哲也   | 1月19日  |
| 162  | ブタゴリラでもスターになれる! 丸案鬼… | 雪室俊一 | 早川啓二     | 早川啓二     | 渡辺はじめ | 1月26日  |
| 163  | 一家ランラン!? ブタゴリラファミリー   | 雪室俊一 | 高本宣弘     | 高本宣弘     | 末吉裕一郎 | 2月2日   |
| 164  | 文明の危機! 教室からラーメン一丁      | 雪室俊一 | 松川智充     | 松川智充     | 時永宜幸   | 2月9日   |
| 165  | カチカチ! ブタゴリラの火の用心クラブ  | 雪室俊一 | 山口武志     | 山口武志     | 渡辺はじめ | 2月16日  |
| 166  | すれちがいメロドラマ! 愛の上越新幹線  | 雪室俊一 | 牧場武       | 牧場武       | 末吉裕一郎 | 2月23日  |
| 167  | アットホーム!? 一家そろって記念写真   | 雪室俊一 | 高本宣弘     | 高本宣弘     | 山内昇寿郎 | 3月1日   |
| 168  | ゾーッ!! 江戸時代から来た大きな迷子   | 雪室俊一 | 山口武志     | 山口武志     | 時永宜幸   | 3月8日   |
| 169  | うそみたい! テレビにドアがついていた  | 雪室俊一 | 松川智充     | 松川智充     | 山内昇寿郎 | 3月15日  |
| 170  | 世紀の名犬! のら犬ベンからの贈り物    | 雪室俊一 | 早川啓二     | 早川啓二     | 渡辺はじめ | 3月22日  |
| 171  | キリンにメガネ!? ハシゴローものがたり | 雪室俊一 | 高本宣弘     | 高本宣弘     | 末吉裕一郎 | 4月19日  |
| 172  | 海底SOS! 龍宮の使いと金歯のサメ       | 雪室俊一 | 山口武志     | 山口武志     | 時永宜幸   | 4月26日  |
| 173  | お茶の間の太陽! ボンボン時計と踏み台  | 雪室俊一 | 松川智充     | 松川智充     | 山内昇寿郎 | 5月3日   |
| 174  | 鳥心器でドッキリ! 鳩のハートに大接近  | 雪室俊一 | 早川啓二     | 早川啓二     | 末吉裕一郎 | 5月10日  |
| 175  | ㊙特訓! トンガリはロッキーになれるか  | 雪室俊一 | 山口武志     | 山口武志     | 渡辺はじめ | 5月17日  |
| 176  | 仙鏡水で発見! 東京でいちばん奇妙な雲  | 雪室俊一 | 日色如夏     | 日色如夏     | 時永宜幸   | 5月24日  |
| 177  | 転校御免! みよちゃんサンキンホータイ  | 雪室俊一 | 松川智充     | 松川智充     | 山内昇寿郎 | 5月31日  |
| 178  | トンガリドッキリ! ブランデーと錯覚糖  | 雪室俊一 | 早川啓二     | 早川啓二     | 渡辺はじめ | 6月7日   |
| 179  | コロ助の時代! コロッケ5円でバス10円   | 雪室俊一 | 山口武志     | 山口武志     | 末吉裕一郎 | 6月14日  |
| 180  | 田植えツアー! ブタコレラ&トンガラシ   | 雪室俊一 | 日色如夏     | 日色如夏     | 時永宜幸   | 6月21日  |
| 181  | ベンも仰天! 痛いのとんでけ〜鎮痛香    | 雪室俊一 | 松川智充     | 松川智充     | 山内昇寿郎 | 6月28日  |
| 182  | 超ふしぎ!? タナバタ竹の子ノーベル賞   | 雪室俊一 | 山口武志     | 山口武志     | 渡辺はじめ | 7月12日  |
| 183  | 大どろぼう登場! その名は注射ジョー    | 雪室俊一 | 早川啓二     | 早川啓二     | 末吉裕一郎 | 8月2日   |
| 184  | 迷い人に贈る! メウツリコーナリ        | 雪室俊一 | 松川智充     | 松川智充     | 時永宜幸   | 8月16日  |
| 185  | 日本初のUターンかぶと虫! クロ丸ナリ   | 雪室俊一 | 山口武志     | 山口武志     | 山内昇寿郎 | 8月23日  |
| 186  | ユーレーも真っ青! ブタゴリラの通知表  | 雪室俊一 | 早川啓二     | 早川啓二     | 末吉裕一郎 | 8月30日  |
| 187  | 語るも涙! ブタゴリラ一家の悲惨な休暇  | 雪室俊一 | 山口武志     | 山口武志     | 時永宜幸   | 9月6日   |
| 188  | ナイターも真っ青! 一時だけの大人体験  | 雪室俊一 | 松川智充     | 松川智充     | 山内昇寿郎 | 9月13日  |
| 189  | 実りの秋! 田んぼのアイドル田吾作ナリ  | 雪室俊一 | 日色如夏     | 日色如夏     | 末吉裕一郎 | 9月20日  |
| 190  | ブタゴリラもポ〜! かあちゃん初恋時代  | 雪室俊一 | 早川啓二     | 早川啓二     | 丹内司     | 9月27日  |
| 191  | 勉三さんの家に出現! 幻のバス停ナリ    | 雪室俊一 | 山口武志     | 山口武志     | 丹内司     | 10月25日 |
| 192  | 乗れば休日! のらくらはドッジの味方    | 雪室俊一 | 松川智充     | 松川智充     | 山内昇寿郎 | 11月1日  |
| 193  | 八百八の家宝! オンボロ自転車百年号    | 雪室俊一 | 日色如夏     | 日色如夏     | 末吉裕一郎 | 11月8日  |
| 194  | 秋サンサン! 隅田川から愛をこめて      | 雪室俊一 | 山口武志     | 山口武志     | 丹内司     | 11月15日 |
| 195  | 秋の大運動会! りんりん丸で勝負あった  | 雪室俊一 | 早川啓二     | 鶴田寛       | 丹内司     | 11月22日 |
| 196  | ついに発見! 遠足名物リュックがなる木  | 雪室俊一 | 山口武志     | 山口武志     | 小林一幸   | 11月29日 |
| 197  | 思い出探険! 15年前に恐竜がいた!?      | 雪室俊一 | 松川智充     | 松川智充     | 末吉裕一郎 | 12月6日  |
| 198  | おーっと! コロ助がタマゴをうんだナリ  | 雪室俊一 | なみきまさと | なみきまさと | 小林一幸   | 12月13日 |
| 199  | ハワイが消えた! 犯人はブタゴリラ!?    | 雪室俊一 | 早川啓二     | 早川啓二     | 時永宜幸   | 12月20日 |
| 200  | トンガリ激白!! 学校がママよりも好き   | 雪室俊一 | 山口武志     | 山口武志     | 小林一幸   | 12月27日 |
| 201  | レトロー! 父ちゃんの思い出オート三輪  | 雪室俊一 | 北原健雄     | 北原健雄     | 丹内司     | 12月27日 |

| 話数 | サブタイトル                         | 脚本     | 絵コンテ     | 演出         | 作画監督          | 放送日   |
| ---- | ------------------------------------ | -------- | ------------ | ------------ | ----------------- | -------- |
| 202  | 日本一の福袋 逐に出ました100万円     | 雪室俊一 | 山口武志     | 山口武志     | 小林一幸          | 1月17日  |
| 203  | 雪のプレゼント 透明人間でログハウス  | 雪室俊一 | 松川智充     | 松川智充     | 末吉裕一郎        | 1月24日  |
| 204  | モデルはどっち!? コロ助対ブタゴリラ  | 雪室俊一 | 鶴田寛       | 鶴田寛       | 時永宜幸          | 1月31日  |
| 205  | ネコの集会! 夜中に消えたパパとママ   | 雪室俊一 | 早川啓二     | 早川啓二     | 丹内司            | 2月7日   |
| 206  | ついに復活!? 室町時代の超豪華結婚式  | 山田隆司 | 松川智充     | 松川智充     | 末吉裕一郎        | 2月14日  |
| 207  | 大スクープ!? 八百八のストーブリーグ  | 雪室俊一 | 山口武志     | 山口武志     | 小林一幸          | 2月21日  |
| 208  | 愛のプレゼント! マゴにもセーター?    | 雪室俊一 | なみきまさと | なみきまさと | 時永宜幸          | 2月28日  |
| 209  | デザートは胃薬? みよちゃんクッキング | 雪室俊一 | 鶴田寛       | 鶴田寛       | 小林一幸          | 3月7日   |
| 210  | ピュ〜ッ! 北国から来た北風ばあちゃん | 雪室俊一 | 山口武志     | 山口武志     | 丹内司            | 3月14日  |
| 211  | 指名手配! 恋の落書きボンネットバス   | 雪室俊一 | 松川智充     | 松川智充     | 末吉裕一郎        | 3月21日  |
| 212  | 八百八の名馬! クマハチダイオーナリ   | 雪室俊一 | 鶴田寛       | 鶴田寛       | 小林一幸 時永宜幸 | 4月18日  |
| 213  | 春の正夢!? マイゾーキンとハンバーグ  | 雪室俊一 | 山口武志     | 山口武志     | 丹内司            | 4月25日  |
| 214  | ブタゴリラも真っ青! 五月は花の転校生 | 雪室俊一 | なみきまさと | なみきまさと | 丹内司            | 5月2日   |
| 215  | 勉三さん変身! 涙で食べる最後の晩さん | 雪室俊一 | 松川智充     | 松川智充     | 末吉裕一郎        | 5月9日   |
| 216  | 八百八ピンチ! テケテケテンで自己紹介 | 雪室俊一 | 山口武志     | 山口武志     | 時永宜幸          | 5月23日  |
| 217  | 定年記念物!? しあわせの黄色いウサギ  | 雪室俊一 | 山口武志     | 山口武志     |                   | 5月30日  |
| 218  | 八百八のCM! アドバルーンで大売出し   | 雪室俊一 | 松川智充     | 松川智充     | 末吉裕一郎        | 6月6日   |
| 219  | 恐怖体験! ワープロからお化けが出た〜 | 雪室俊一 | なみきまさと | なみきまさと | なみきまさと      | 6月13日  |
| 220  | 御用だ! 八百八に江戸時代のドロボーが | 雪室俊一 | 早川啓二     | 早川啓二     |                   | 6月20日  |
| 221  | 野菜か相撲か!? ブタゴリラの血統書    | 雪室俊一 | 山口武志     | 山口武志     | 村木新太郎        | 6月27日  |
| 222  | 焼き方はミデアム? 世紀の貴婦人登場!  | 雪室俊一 | 鶴田寛       | 鶴田寛       | 末吉裕一郎        | 7月11日  |
| 223  | ブタゴリラショック! 母ちゃん面会謝絶 | 雪室俊一 | 早川啓二     | 早川啓二     | 坂巻貞彦          | 8月1日   |
| 224  | 夏休み先取り!! 家出トリオの城下町    | 雪室俊一 | なみきまさと | なみきまさと | なみきまさと      | 8月8日   |
| 225  | 海水浴の㊙ポイント! 江戸時代の百丈島 | 雪室俊一 | 山口武志     | 山口武志     |                   | 8月15日  |
| 226  | 学校怪談!! パートの幽霊は昼間出る?   | 雪室俊一 | 鶴田寛       | 鶴田寛       | 末吉裕一郎        | 8月22日  |
| 227  | 近所のフン!? イチゴ平野でひとり旅!   | 雪室俊一 | 早川啓二     | 早川啓二     | 村木新太郎        | 8月29日  |
| 228  | 夏のスクープ! 勉三さんに赤ちゃんが?  | 雪室俊一 | 松川智充     | 松川智充     | 坂巻貞彦          | 9月5日   |
| 229  | そんなバカな!! 72歳のイジメッ子?     | 雪室俊一 | ゆうきしょう | ゆうきしょう | 時永宜幸          | 9月12日  |
| 230  | 犯人は誰だ!! ブタゴリラ0点漂流記     | 雪室俊一 | 山口武志     | 山口武志     | 末吉裕一郎        | 9月19日  |
| 231  | SOS! 秋の大江戸セップクツアー!?      | 雪室俊一 | なみきまさと | なみきまさと | なみきまさと      | 9月26日  |
| 232  | 今年こそなるナリ!! 運動会の星!?      | 雪室俊一 | 鶴田寛       | 鶴田寛       | 村木新太郎        | 10月17日 |
| 233  | ブタゴリラ探偵団! 餌はトラック一台分 | 雪室俊一 | 早川啓二     | 早川啓二     | 坂巻貞彦          | 10月24日 |
| 234  | オデンション? お役者仮面で大スター!  | 雪室俊一 | 松川智充     | 松川智充     | 時永宜幸          | 10月31日 |
| 235  | トンガリ改造! ママ〜なんて言わない!  | 山田隆司 | 山口武志     | 山口武志     | 末吉裕一郎        | 11月7日  |
| 236  | おでん異変! チャック付きのガンモドキ | 雪室俊一 | ゆうきしょう | ゆうきしょう | 入江篤            | 11月14日 |
| 237  | テイセイ教育委員会! 学問のスルメ     | 雪室俊一 | 鶴田寛       | 鶴田寛       | 松岡秀明          | 11月21日 |
| 238  | 忘れ競争! ミョウガVS逆境タイマツ     | 雪室俊一 | 早川啓二     | 早川啓二     | 坂巻貞彦          | 11月28日 |
| 239  | 怒り爆発! ブタゴリラ酸っぱい戦争     | 雪室俊一 | なみきまさと | なみきまさと | なみきまさと      | 12月5日  |
| 240  | クマダも参加? 車と列車のスキー旅行!  | 雪室俊一 | 山口武志     | 山口武志     | 末吉裕一郎        | 12月12日 |
| 241  | トンガリ奮闘記! 汗と涙のデート作戦!  | 雪室俊一 | ゆうきしょう | ゆうきしょう | 入江篤            | 12月19日 |
| 242  | ブタゴリラの総決算! お騒がせ大全集!  | 雪室俊一 | 鶴田寛       | 鶴田寛       | 坂巻貞彦          | 12月26日 |

| 話数 | サブタイトル                                      | 脚本     | 絵コンテ     | 演出         | 作画監督     | 放送日   |
| ---- | ------------------------------------------------- | -------- | ------------ | ------------ | ------------ | -------- |
| 243  | 5年1組熊田薫! 今年の抱負は良い豆腐                | 雪室俊一 | 早川啓二     | 早川啓二     | 村木新太郎   | 1月16日  |
| 244  | 歴史を守れ! 牛若五月と弁慶の泣き所!               | 山田隆司 | 山口武志     | 山口武志     | 末吉裕一郎   | 1月30日  |
| 245  | 雪山参加!? ブタゴリラ救助隊出動!!                 | 雪室俊一 | 鶴田寛       | 鶴田寛       | なみきまさと | 2月6日   |
| 246  | 節分グッズ! だまって飲めば鬼になる!               | 雪室俊一 | ゆうきしょう | ゆうきしょう | 入江篤       | 2月13日  |
| 247  | コロ助の妹登場? 八百八のおちゃっぴい              | 雪室俊一 | 早川啓二     | 早川啓二     | 坂巻貞彦     | 2月20日  |
| 248  | ブタゴリラ恐怖!! FAXされたテスト                  | 雪室俊一 | 山口武志     | 山口武志     | 村木新太郎   | 2月27日  |
| 249  | 24回払い? 戦国時代のコンテスト!!                  | 雪室俊一 | 鶴田寛       | 鶴田寛       | 末吉裕一郎   | 3月6日   |
| 250  | レンズ騒動! 秘密のコロッケは涙入り?               | 雪室俊一 | 高本宣弘     | 高本宣弘     | 入江篤       | 3月13日  |
| 251  | ブタゴリラ真っ青! 野菜が肉に負けた!               | 山田隆司 | 早川啓二     | 早川啓二     | 坂巻貞彦     | 3月20日  |
| 252  | ボクがいない!! 三十年後の同窓会!?                 | 雪室俊一 | ゆうきしょう | ゆうきしょう | 小林一幸     | 3月27日  |
| 253  | 女子プロ真っ青! 八百八のお手伝いさん              | 雪室俊一 | 山口武志     | 山口武志     | 村木新太郎   | 4月17日  |
| 254  | 保存版! 日本全国つぶれそうな店特集?               | 雪室俊一 | 高本宣弘     | 鶴田寛       | 末吉裕一郎   | 4月24日  |
| 255  | みよちゃんのBF(ボーイフレンド)!? ライオンがノック | 雪室俊一 | 早川啓二     | 早川啓二     | 坂巻貞彦     | 5月1日   |
| 256  | コロ助降参!! オネショのつくり方!?                 | 雪室俊一 | 高本宣弘     | 高本宣弘     | 小林一幸     | 5月8日   |
| 257  | 熊田グー!! 八百八一家の夢の別荘!?                 | 雪室俊一 | 山口武志     | 山口武志     | なみきまさと | 5月15日  |
| 258  | 出場禁止!? 運動オンチは誰の遺伝!!                 | 雪室俊一 | 鶴田寛       | 鶴田寛       | 村木新太郎   | 5月22日  |
| 259  | 24時間営業! 八百八の朝まで生野菜!                 | 雪室俊一 | 早川啓二     | 早川啓二     | 末吉裕一郎   | 5月29日  |
| 260  | コロ助のペット! ひらがなのかおる!?                | 雪室俊一 | 河田まこと   | 下司泰弘     | 坂巻貞彦     | 6月5日   |
| 261  | コロ助の逆襲! 八百八侍を成敗するナリ              | 山田隆司 | 山口武志     | 山口武志     | 小林一幸     | 6月12日  |
| 262  | 海のメロン!? ブタゴリラ涙の航海記!                | 雪室俊一 | 鶴田寛       | 鶴田寛       | 村木新太郎   | 6月19日  |
| 263  | めざせ北海道! 西から来た赤いモグラ?               | 雪室俊一 | 高本宣弘     | 高本宣弘     | 末吉裕一郎   | 6月26日  |
| 264  | 日米友好! コブタ対トウモロコシ!?                  | 雪室俊一 | 早川啓二     | 早川啓二     | 時永宜幸     | 7月3日   |
| 265  | ブタゴリラ絶叫! 夏休み地獄の大脱走!               | 雪室俊一 | 河田まこと   | 下司泰弘     | 小林一幸     | 7月17日  |
| 266  | 泳ぐ宝石? びっくりザイバツの若さま!               | 雪室俊一 | 山口武志     | 山口武志     | 末吉裕一郎   | 8月7日   |
| 267  | 夏休み偉人伝! 銅像になったブタゴリラ              | 雪室俊一 | 鶴田寛       | 鶴田寛       | 村木新太郎   | 8月14日  |
| 268  | 夏の名作! ブタゴリラの竹の子くらべ?               | 雪室俊一 | 高本宣弘     | 高本宣弘     | 時永宜幸     | 8月21日  |
| 269  | 北の国から贈り物! 五月と花子初共演!               | 雪室俊一 | 早川啓二     | 早川啓二     | 小林一幸     | 8月28日  |
| 270  | 衝撃告白! 勉三さんはツンツルテン!?                | 雪室俊一 | 河田まこと   | 下司泰弘     | 末吉裕一郎   | 9月4日   |
| 271  | 新事実! タイタニック号の名犬バロン!               | 雪室俊一 | 山口武志     | 山口武志     | 村木新太郎   | 9月11日  |
| 272  | サスペンス! アメリカ土産は恐怖が一杯              | 雪室俊一 | 鶴田寛       | 鶴田寛       | 時永宜幸     | 9月18日  |
| 273  | 消えたブタゴリラ! イモより怖い神隠し              | 雪室俊一 | 高本宣弘     | 高本宣弘     | 小林一幸     | 10月23日 |
| 274  | とんだアップル? みよちゃんの初恋物語              | 雪室俊一 | 早川啓二     | 早川啓二     | 末吉裕一郎   | 10月30日 |
| 275  | 謎のスイカ爆弾! 伝説のボウラー熊八?               | 雪室俊一 | 河田まこと   | 下司泰弘     | 時永宜幸     | 11月6日  |
| 276  | ついに発見! マツタケいっぱい石器時代              | 雪室俊一 | 山口武志     | 山口武志     | 時永宜幸     | 11月13日 |
| 277  | ギネス珍記録!? 一日だけのクラス委員               | 雪室俊一 | 鶴田寛       | 鶴田寛       | 末吉裕一郎   | 11月20日 |
| 278  | 人気バク発! お面になったコロ助ナリ                | 雪室俊一 | 高本宣弘     | 高本宣弘     | 小林一幸     | 11月27日 |
| 279  | ゲージツ祭参加? 愛の星降るすずらん峠              | 雪室俊一 | 早川啓二     | 早川啓二     | 村木新太郎   | 12月4日  |
| 280  | 大安吉日! カボチャカボチャの結婚式                | 雪室俊一 | 山口武志     | 山口武志     | 時永宜幸     | 12月11日 |
| 281  | 勉三さん受難! 学園祭はケツバット?                 | 雪室俊一 | 鶴田寛       | 鶴田寛       | 小林一幸     | 12月18日 |

| 話数 | サブタイトル                           | 脚本     | 絵コンテ   | 演出     | 作画監督   | 放送日   |
| ---- | -------------------------------------- | -------- | ---------- | -------- | ---------- | -------- |
| 282  | 謎の物体! ノックを返す八百八カボチャ   | 雪室俊一 | 高本宣弘   | 高本宣弘 | 時永宜幸   | 1月15日  |
| 283  | 新春冒険! みかん長者の書き初め!?       | 雪室俊一 | 早川啓二   | 早川啓二 | 丹内司     | 1月22日  |
| 284  | はやまるな! コロ助駆け落ち成人式!?     | 雪室俊一 | 河田まこと | 下司泰弘 | 末吉裕一郎 | 1月29日  |
| 285  | ご近所捜査網! 怪盗はトンガリのママ?    | 雪室俊一 | 河田まこと | 下司泰弘 | 末吉裕一郎 | 2月5日   |
| 286  | 真冬の怪談? 雪女のおんがえし!!         | 雪室俊一 | 山口武志   | 山口武志 | 時永宜幸   | 2月12日  |
| 287  | 国際親善? スカートをはいたブタゴリラ   | 雪室俊一 | 鶴田寛     | 鶴田寛   | 小林一幸   | 2月19日  |
| 288  | 大激怒! カラスと八百八大戦争           | 雪室俊一 | 高本宣弘   | 高本宣弘 | 時永宜幸   | 2月26日  |
| 289  | キテレツ異変! 年上美人にモッテモテ?    | 雪室俊一 | 早川啓二   | 早川啓二 | 末吉裕一郎 | 3月5日   |
| 290  | 夢は大金持ち! めざせケン玉世界一       | 雪室俊一 | 河田まこと | 下司泰弘 | 丹内司     | 3月12日  |
| 291  | びっくり京都! あぶない天狗あらわる?    | 雪室俊一 | 山口武志   | 山口武志 | 時永宜幸   | 3月19日  |
| 292  | 時を越えたライバル? モーレツ斉登場!    | 山田隆司 | 鶴田寛     | 鶴田寛   | 時永宜幸   | 4月23日  |
| 293  | 未来で目撃! コロ助、お嫁さんとチュー?  | 雪室俊一 | 高本宣弘   | 高本宣弘 | 丹内司     | 4月30日  |
| 294  | 妙子遭難! トラに食べられそうなんです   | 雪室俊一 | 鶴田寛     | 鶴田寛   | 時永宜幸   | 5月7日   |
| 295  | 心は別人? みよ子が五月で五月がコロ助   | 雪室俊一 | 山口武志   | 山口武志 | 末吉裕一郎 | 5月14日  |
| 296  | ベンが初恋? アイドル犬とご対メーン♡    | 雪室俊一 | 高本宣弘   | 高本宣弘 | 時永宜幸   | 5月21日  |
| 297  | ㊙ブタゴリラの アロエビックリ大作戦!   | 雪室俊一 | 鶴田寛     | 鶴田寛   | 末吉裕一郎 | 5月28日  |
| 298  | ジュラシックパニック! 虫歯の恐竜発見   | 雪室俊一 | 早川啓二   | 早川啓二 | 時永宜幸   | 6月4日   |
| 299  | 何かようかい! 雨降り小僧ケヤキの祟り   | 雪室俊一 | 高本宣弘   | 高本宣弘 | 丹内司     | 6月11日  |
| 300  | 禁断の料理? ファラオの呪いで大ピンチ   | 雪室俊一 | 鶴田寛     | 鶴田寛   | 末吉裕一郎 | 6月18日  |
| 301  | 八百八崩壊? コスプレナイター中継!      | 雪室俊一 | 早川啓二   | 早川啓二 | 時永宜幸   | 7月2日   |
| 302  | 夏休み直前! まだまにあう通信簿対策     | 雪室俊一 | 高本宣弘   | 高本宣弘 | 小林一幸   | 7月9日   |
| 303  | どーして? ボクたち臨時の八百八屋さん   | 雪室俊一 | 鶴田寛     | 鶴田寛   | 丹内司     | 8月6日   |
| 304  | 真実をあばけ! 夏のみちのくミステリー   | 雪室俊一 | 早川啓二   | 早川啓二 | 末吉裕一郎 | 8月13日  |
| 305  | 霊界探検! みんなであの世へ行きました   | 雪室俊一 | 高本宣弘   | 高本宣弘 | 時永宜幸   | 8月20日  |
| 306  | 相手はだ〜れ? ペンフレンドくるみちゃん | 雪室俊一 | 早川啓二   | 早川啓二 | 小林一幸   | 8月27日  |
| 307  | 居眠り禁止! スカッと一撃徹夜メーン☆    | 雪室俊一 | 鶴田寛     | 鶴田寛   | 丹内司     | 9月3日   |
| 308  | 豊年マンサク! 山田の中のコロ助カカシ   | 雪室俊一 | 棚橋一徳   | 棚橋一徳 | 進藤満尾   | 9月10日  |
| 309  | 花丸一座で夢芝居? 髭丸コロ助大変身!    | 雪室俊一 | 高本宣弘   | 高本宣弘 | 末吉裕一郎 | 9月17日  |
| 310  | 突然の手紙! 妙子からFROM USA?          | 雪室俊一 | 早川啓二   | 早川啓二 | 時永宜幸   | 10月22日 |
| 311  | 百丈島伝説! コロ助は浦島太郎の子孫?    | 雪室俊一 | 鶴田寛     | 鶴田寛   | 山内昇寿郎 | 10月29日 |
| 312  | 家族ゲーム? ママに代わってブロンドママ | 雪室俊一 | 鶴田寛     | 鶴田寛   | 山内昇寿郎 | 12月3日  |
| 313  | ブタゴリラ病欠? 修学旅行のバスを追え   | 雪室俊一 | 田部伸一   | 田部伸一 | 丹内司     | 12月10日 |
| 314  | 雪男発見! 生まれはヒマラヤ日本育ち     | 雪室俊一 | 早川啓二   | 早川啓二 | 進藤満尾   | 12月17日 |

| 話数 | サブタイトル                           | 脚本     | 絵コンテ     | 演出       | 作画監督   | 放送日  |
| ---- | -------------------------------------- | -------- | ------------ | ---------- | ---------- | ------- |
| 315  | 大当り! 宝くじでパンダと3千万円!?      | 雪室俊一 | 鶴田寛       | 鶴田寛     | 山内昇寿郎 | 1月14日 |
| 316  | 女湯でアート? トンガリ画伯大爆発!      | 雪室俊一 | 河田まこと   | 坂口泰弘   | 山内昇寿郎 | 1月21日 |
| 317  | 謎のアルバイト! むさ苦しい人大歓迎?    | 雪室俊一 | 田部伸一     | 田部伸一   | 中尾友治   | 1月28日 |
| 318  | 正月が二度も来た! お年玉ももう一度?    | 雪室俊一 | 早川啓二     | 早川啓二   | 進藤満尾   | 2月4日  |
| 319  | 今世紀見オサメ!? 幻のリョコウバト      | 雪室俊一 | 鶴田寛       | 鶴田寛     | 山内昇寿郎 | 2月11日 |
| 320  | 失恋がなんだ!! どん底でドンと恋        | 雪室俊一 | 石﨑すすむ   | 石﨑すすむ | 岡迫亘弘   | 2月18日 |
| 321  | 春いちばん! 先生が飛ばされそうナリ     | 雪室俊一 | 河田まこと   | 坂口泰弘   | 村木新太郎 | 2月25日 |
| 322  | たたり? ひな人形がコロ助を襲う!        | 雪室俊一 | 早川啓二     | 早川啓二   | 朝倉隆     | 3月3日  |
| 323  | トンガリ失踪! 恋に破れてサメのエサ?    | 雪室俊一 | 田部伸一     | 田部伸一   | 進藤満尾   | 3月10日 |
| 324  | 人生一度の晴れ舞台? 熊田薫、送辞を読む | 雪室俊一 | 渡辺慎一     | 石﨑すすむ | 山内昇寿郎 | 3月17日 |
| 325  | ブタゴリラ学説! 蜃気楼は貝から出る?    | 雪室俊一 | なみきまさと | 坂口泰弘   | 村木新太郎 | 4月21日 |
| 326  | 子供の天国! 遊び場いっぱいの町         | 雪室俊一 | 野田作樹     | 石﨑すすむ | 進藤満尾   | 4月28日 |
| 327  | スクープ! 名犬ベン 日本で一番有名な犬  | 雪室俊一 | 早川啓二     | 早川啓二   | 山内昇寿郎 | 5月5日  |
| 328  | 神出鬼没のいたずらっ子 正体はコロ助?   | 雪室俊一 | 田部伸一     | 田部伸一   | 村木新太郎 | 5月12日 |
| 329  | 五月の恐怖! のろわれた鯉のぼり         | 雪室俊一 | 野田作樹     | 石﨑すすむ | 岡迫亘弘   | 5月19日 |
| 330  | 男のメロン? 父ちゃん一番乗り病!        | 雪室俊一 | 早川啓二     | 早川啓二   | 山内昇寿郎 | 6月2日  |
| 331  | 愛のフィナーレ! さよならコロ助大百科   | 雪室俊一 | 早川啓二     | 早川啓二   | 丹内司     | 6月9日  |

## タイトルバック

### 特番時代
奇天烈大百科のページをオレンジにした背景。

### レギュラー放送時代
- 第1回〜第10回 - 特番時代同様に奇天烈大百科のページをオレンジにした背景。
- 第11回〜第86回 - 青、または緑バックにコロ助が何体も遠近法で並ぶイラスト。2本立て時代は尺も短かった。
- 第87回〜最終回 - 季節に合わせたコロ助のイラスト。放送予定順の入れ替えや野球などによる押し出しで季節に合わない場合がある。
  - 春・秋 - コロ助が寝転んでいる姿（緑バック、1990年ごろは冬の話でも採用）
  - 春・秋 - コロ助が敷物を広げておにぎりを食べている姿（緑バック、1991年ごろは夏の話でも採用）
  - 夏 - コロ助と蚊やり豚のイラスト（青バック）
  - 春・夏 - コロ助がベンと飛んでいる帽子を眺める姿（青バック、最終回でも使用された）
  - 秋 - コロ助が銀杏の葉になっている姿（黄バック）
  - 冬 - コロ助が雪だるまの横にいる（桃バック）
  - 冬 - コロ助が雪だるまになっている（桃バック）

## 放送局
系列は放送終了時点（打ち切りの場合は打ち切り時点）のもの。
| 放送対象地域  | 放送局             | 系列                                         | ネット形態             | 備考                                                                                                |
| ------------- | ------------------ | -------------------------------------------- | ---------------------- | --------------------------------------------------------------------------------------------------- |
| 関東広域圏    | フジテレビ         | フジテレビ系列                               | 制作局                 | |
| 北海道        | 北海道文化放送     | フジテレビ系列                               | 同時ネット             | |
| 青森県        | 青森テレビ         | TBS系列                                      | 遅れネット             | 途中打ち切り                                                                                        |
| 岩手県        | テレビ岩手         | 日本テレビ系列                               | 遅れネット             | 1991年3月まで                                                                                       |
| 岩手県        | 岩手めんこいテレビ | フジテレビ系列                               | 同時ネット             | 1991年4月開局から                                                                                   |
| 宮城県        | 仙台放送           | フジテレビ系列                               | 同時ネット             | |
| 秋田県        | 秋田テレビ         | フジテレビ系列                               | 同時ネット             | [ 注 16 ]                                                                                           |
| 山形県        | 山形テレビ         | フジテレビ系列                               | 遅れネット             | 1993年3月まで                                                                                       |
| 山形県        | テレビユー山形     | TBS系列                                      | 遅れネット             | 1993年4月から 山形テレビのテレビ朝日系列へのネットチェンジに伴う移行                                |
| 福島県        | 福島テレビ         | フジテレビ系列                               | 同時ネット             | [ 注 20 ]                                                                                           |
| 山梨県        | 山梨放送           | 日本テレビ系列                               | 遅れネット             | [ 注 21 ]                                                                                           |
| 新潟県        | 新潟総合テレビ     | フジテレビ系列                               | 同時ネット             | 現・NST新潟総合テレビ                                                                               |
| 長野県        | 長野放送           | フジテレビ系列                               | 同時ネット             | |
| 静岡県        | テレビ静岡         | フジテレビ系列                               | 同時ネット             | 放送終了後も長い時期にわたり、再放送されていた。 視聴率低迷により2009年を最後に再放送されていない。 |
| 富山県        | 富山テレビ         | フジテレビ系列                               | 同時ネット             | 作者の出身地                                                                                        |
| 石川県        | 石川テレビ         | フジテレビ系列                               | 同時ネット             | |
| 福井県        | 福井テレビ         | フジテレビ系列                               | 同時ネット             | |
| 中京広域圏    | 東海テレビ         | フジテレビ系列                               | 同時ネット             | |
| 近畿広域圏    | 関西テレビ         | フジテレビ系列                               | 同時ネット             | [ 注 23 ]                                                                                           |
| 島根県 鳥取県 | 山陰中央テレビ     | フジテレビ系列                               | 同時ネット             | |
| 岡山県 香川県 | 岡山放送           | フジテレビ系列                               | 同時ネット             | |
| 広島県        | テレビ新広島       | フジテレビ系列                               | 同時ネット             | |
| 山口県        | 山口放送           | 日本テレビ系列                               | 遅れネット             | [ 注 24 ]                                                                                           |
| 愛媛県        | テレビ愛媛         | フジテレビ系列                               | 同時ネット             | |
| 高知県        | テレビ高知         | TBS系列                                      | 遅れネット             | [ 注 25 ]                                                                                           |
| 徳島県        | 四国放送           | 日本テレビ系列                               | 遅れネット             | [ 注 25 ]                                                                                           |
| 福岡県        | テレビ西日本       | フジテレビ系列                               | 同時ネット             | |
| 佐賀県        | サガテレビ         | フジテレビ系列                               | 同時ネット             | |
| 長崎県        | テレビ長崎         | フジテレビ系列                               | 遅れネット →同時ネット | |
| 熊本県        | テレビ熊本         | フジテレビ系列                               | 同時ネット             | |
| 大分県        | テレビ大分         | 日本テレビ系列 フジテレビ系列                | 遅れネット             | |
| 宮崎県        | テレビ宮崎         | フジテレビ系列 日本テレビ系列 テレビ朝日系列 | 遅れネット             | |
| 鹿児島県      | 鹿児島テレビ       | フジテレビ系列                               | 遅れネット →同時ネット | [ 注 29 ]                                                                                           |
| 沖縄県        | 沖縄テレビ         | フジテレビ系列                               | 同時ネット             | |

### 日本国外での放送
台湾
衛視中文台、東森幼幼台、MOMO親子台
衛視中文台では『齊天烈大百科』、東森幼幼台およびMOMO親子台では『奇天烈大百科』のタイトルで放送。
香港
亞洲電視本港台
『奇天烈百科全書』のタイトルで放送。
韓国
カートゥーン ネットワーク、Anione、ANIBOX
登場人物はコロ助を除いて全て韓国人名に変更されている。また、日本語で書かれている所の表示画面は全てハングルに書き換えられている。AnioneおよびANIBOXでは、主要人物を除きカートゥーンネットワーク放送版とは声優が異なる。
マレーシア
TV3（2007年3月から2014年5月まで放送）
タイ
Channel 5、Modernine TV
インドネシア
SCTV、Trans7

## 関連商品

### 音楽CD
主題歌集
1. 『キテレツ大百科 歌と音楽集』（1988年12月1日発売、30CC-2961（CD） / CAK-847〈CT〉）
  - 初代オープニングテーマ「お嫁さんになってあげないゾ」とエンディングテーマ「マジカルBoyマジカルHeart」から「コロ助ROCK」のほか、「コロちゃんパック」に収録された「キミと結婚したら!」と「ドキドキFRIENDLY」や新録のインストゥルメンタルが収録されている。

2. 『キテレツ大百科 ソング・コレクション』（1989年12月21日発売、CC-4456〈CD〉）
  - 「お嫁さんになってあげないゾ」から「夢みる時間」までのオープニングテーマと「マジカルBoyマジカルHeart」から「フェルトのペンケース」までのエンディングテーマ、「コロちゃんパック」に収録された「キミと結婚したら!」と「ドキドキFRIENDLY」が収録されている。

3. 『キテレツ大百科 ソング・コレクション'92』（1992年6月21日発売、COCC-10044〈CD〉）
  - オープニングテーマ「お嫁さんになってあげないゾ」から「お料理行進曲」までのオープニングテーマと「マジカルBoyマジカルHeart」から「HAPPY BIRTHDAY」までのエンディングテーマのほか、「コロちゃんパック」に収録された「キミと結婚したら!」、新録の「コロ助ROCK'92」が収録されている。

4. 『キテレツ大百科 スーパー・ベスト』（2004年1月21日発売、COCX-32549〈CD〉）
  - 90分スペシャルとTVシリーズの主題歌や、「コロちゃんパック」に収録された楽曲などが全曲収録されているが、『キテレツ大百科 歌と音楽集』に収録されているインストゥルメンタルと『キテレツ大百科ソングコレクション'92』に収録されている「コロ助ROCK'92」は未収録。

コンピレーション
1. 『藤子・F・不二雄 生誕80周年 藤子・F・不二雄 大全集』（2014年11月26日発売、COCX-38881/5〈CD〉）
  - 「コロ助ROCK'92」とTOKIOの「うわさのキッス」は権利上の関係で収録されていない。

### ビデオソフト
小学館発売
- キテレツ大百科（小学館ビデオ、販売元：セル版ポニーキャニオン、レンタル版東宝）
  - 1987年放映のスペシャル版と、1989年前半までに放送された本編作品の傑作選集がある。現在は既に廃盤となっている。

ファイブ・エース発売
キティフィルム子会社の「ファイブエース（5-Ace、現在はキティライツ&エンターテインメントへ統合）」がビデオ化権を獲得し、1988年から最終話までの全話が2003年5月から2004年にかけてビデオソフト化された。また、それに先駆けて2002年11月から「よりぬきキテレツ大百科」のタイトルでVHSソフトも発売されている。なお、いずれも映像の修繕は、ほぼ為されていない。現在は、全巻廃盤となっている。1987年のテレビスペシャルは現在未DVD化である。
- 「よりぬきキテレツ大百科」（販売元:ポニーキャニオン）
  - VHS版で1993年頃までの本編から選り抜いた一部作品を収録（一巻4話：全30巻）。現在は、全巻廃盤となっている。
- DVD（販売元:エイベックス・マーケティング）
  - DVD-BOX1（2003年3月26日発売）
  - DVD-BOX2（2004年4月28日発売）
  - 単巻（42巻）2003年5月28日 - 2004年3月31日発売。
- テーマ別傑作選（「勉三さん編」「あったかいお話編」「キテレツ斎編」など全16巻4話ずつ収録）

TCエンタテインメント発売
2010年に藤子・F・不二雄ミュージアム開業記念企画として発売された「藤子・F・不二雄TVアニメアーカイブス」シリーズ（発売元：TCエンタテインメント・テレビ朝日 販売元:スーパービジョン）に選り抜き形式で収録されている。
2025年現在、Blu-ray版はリリースされていない。

## 備考
- フジテレビでは、1992年10月5日より早朝に『ウゴウゴルーガ』を放送したが、これに先立って10月1日、5日以降の同番組と同じ6:10-40の番組枠を設定し、これに伴って『FNN World Uplink』を1日より6:45からに短縮するなど、5日以降と同じフォーマットに移行している。しかしウゴウゴルーガはまだ放送開始ではないため、10月1日・2日のこの30分枠は本作の再放送で埋められた。したがって本作はある意味この枠の旗手的役割を果たしたともいえる。
- 2012年にサンテレビジョンで放送されていた再放送分は番組改編期に打ち切りになる予定だったが、翌日以降にサンテレビジョンの視聴者センターに「なぜ途中で終わらせたのか？」といった視聴者からの問い合わせが殺到し、同局は仕方なく時間帯を変更し継続して放送する事態になった（事実として変更前の回で「次回から時間帯を変更して放送します。」というテロップはなかったうえ、放送までにある程度期間も空けられた）。
- 前述の通り、2015年より高画質処理を施したHDリマスター版が制作された。地上波の一部U局は4:3ピラーボックスで放送されているが、2015年6月18日からアニマックスで放送中のリマスター版は、現行の画角に合わせるために16:9にサイドカットしていた。そのため、オープニングとエンディングの歌詞テロップなど映像の一部が見えなくなっている。
- 『アタックNo.1』以後、フジテレビの日曜19時台前半に放送された番組[注 30]では、制作クレジットにてフジテレビの名前が長らく付されていない[注 31] 状態が続いていたが、本作で17年ぶりに復活している。
- 提供クレジットは一貫してブルーバックだった。次番組の『こちら葛飾区亀有公園前派出所』の途中でブルーバックが廃止された。